# 永胜街道
永胜街道，是中华人民共和国辽宁省沈阳市浑南区下辖的一个乡镇级行政单位。2018年6月成立，根据《国务院关于行政区划管理的规定》，经沈阳市人民政府批准，将深井子街道办事处的兴农、李相、畜牧场、永胜4个社区和祝家街道办事处洪台沟、于桥、前康、于胜、潘李、后康、金德胜、东靠山8个社区划出，成立永胜街道办事处。

## 行政区划
永胜街道下辖以下地区：
三家子社区、汪家南社区、汪家北社区、下伯官社区、上伯官社区、大深井子社区、小深井子社区、大甸子社区、小甸子社区、丰乐社区、汪家社区、方园社区、东和社区、百齐社区和干河子村。